# Evan O'Hanlon
Evan George O'Hanlon (Sídney, 4 de mayo de 1988) es un atleta paralímpico australiano, que compite principalmente en los eventos de sprint de la categoría T38. Ha ganado cinco medallas de oro en dos Juegos Paralímpicos: Pekín 2008 y Londres 2012. Representó a Australia en los Río de Janeiro 2016 ganando una medalla de plata. Al ganar la presea de bronce en el T38 de 100 metros masculino en el Campeonato Mundial de Atletismo Para 2019 en Dubái (ciudad), se convirtió en el atleta masculino con discapacidad más exitoso de Australia. Ese bronce lo llevó a un total de 12 medallas en cinco campeonatos mundiales, una más que el cuatro veces paralímpico Neil Fuller. 

## Biografía
O'Hanlon nació el 4 de mayo de 1988 en Sídney. Mide 183 centímetros (6 pies) y pesa 78 kilogramos (172 lb). Tiene parálisis cerebral debido a un derrame cerebral prenatal. Asistió a St Joseph's College, Hunters Hill. Tiene cinco hermanas, una de las cuales, Elsa, compitió por el equipo nacional de Australia y ganó el Campeonato mundial de sculling ligero de la Universidad en Trakai, Lituania en 2006.
Su padre, Terry O'Hanlon, es un exrepresentante de remo australiano, un seis veces campeón australiano que representó a su país dos veces en el Campeonato Mundial de Remo. Su madre Jane, también representó a Australia como miembro de un equipo nacional de remo.
Estudió arquitectura del paisaje en la Universidad de Canberra. Está casado con la checa Zuzana Schindlerová. Después de los Juegos Paralímpicos de Río, se mudó a Sídney para trabajar a tiempo parcial en el negocio de arquitectura de la familia.

## Atletismo competitivo
Compite principalmente en los eventos de sprint de la categoría T38. Antes del comienzo de su último año de la escuela secundaria, compitió contra atletas aptos.
En 2005, la Coordinadora de Búsqueda de Talento Paralímpico de Nueva Gales del Sur, Amy Winters, ella misma ex paralímpica, lo reclutó para participar en el deporte paralímpico. Ese año, representó a Australia por primera vez. En diciembre, se mudó a Canberra y comenzó a entrenar a tiempo completo con Irina Dvoskina en el Instituto Australiano del Deporte (AIS) entre 2005 y 2016. Con 19 años, sus registros lo convirtieron en el competidor con parálisis cerebral masculina más rápido del mundo.  Durante su carrera, tuvo que lidiar con dolorosas fracturas de espinilla.  
Compitió en los Juegos Paralímpicos de verano de 2008 en China. Allí ganó tres medallas de oro en los 100 y 200 metros T38 masculino y relevo 4 x 100  m T35–38, por los cuales recibió una Medalla de la Orden de Australia. Ganó todos estos eventos en tiempos de récord mundial, en el T38 100  m con registro de 10.96 y en T38 200  m con 21.98. Su tiempo de 10.96 fue el primero de un atleta masculino con parálisis cerebral menor a 11 segundos.
Sus mejores registros fuera de los Juegos Paralímpicos incluyen un tiempo de 51.08 en el evento T38 de 400  m, un récord que estableció en Brisbane, y una distancia de 6,11 metros (6,7 yd)   en el evento de salto de longitud T38 que estableció en Canberra.
En 2005, compitió en los campeonatos nacionales de alemanes y europeos en los 100  m y 200  m en su primera competencia en el extranjero. En el Campeonato Mundial de Atletismo IPC en 2006, compitió en el T38 100  m, pero no terminó; finalizó tercero en el T38 200  m; y ganó dos medallas de oro en el relevo de 4 x 100  m y 4 x 400  m. En el campeonato australiano, terminó primero en el T38 100  m y T38 200  m en 2006, 2007 y 2008. Su título de 2006 fue su primer título nacional, cuando ganó el evento T38 100  m.
En el Campeonato Mundial de Atletismo IPC 2011, ganó medallas de oro en los 100   m y 200 m, una medalla de plata en los 400  m y un bronce en relevo 4 x 100  m. Terminó cuarto en el evento de salto de longitud masculino. Sus dos medallas de oro en el evento representaron la mitad del recuento total de medallas de oro de Australia para hombres.  
A partir de 2011, ocupa el primer lugar en el mundo. En 2011, fue becario del Instituto Australiano de Deportes y se basó en Canberra.
En los Juegos de Londres 2012, repitió su éxito en Beijing al ganar los 100 y 200  m T38. Fue el abanderado australiano en la ceremonia de clausura de los juegos de Londres.
Compitió en el Campeonato, apenas unas semanas después de ser hospitalizado con una meningitis viral. O'Hanlon se vio obligado a retirarse del Campeonato Mundial de Atletismo IPC 2015 en Doha debido a una fractura por estrés en su espalda.
En los Juegos Paralímpicos de Río 2016 ganó la medalla de plata en el T38 de 100 m masculino en un tiempo de 10.98. Anunció su retiro inmediatamente después del evento debido a razones personales.
Al ganar la medalla de bronce en el T38 de 100 metros masculino en el Campeonato Mundial de Atletismo Paralímpico 2019 en Dubái, se convirtió en el atleta masculino con discapacidad más exitoso de Australia. Su medalla de bronce lo llevó a 12 medallas en cinco campeonatos mundiales, una más que Neil Fuller.

## Reconocimientos
Fue elegido Atleta Junior del Año de AIS en 2008, y también nombrado Atleta del Año 2008 de Athletics Australia - AWD Masculino. La revista Cleo lo nombró finalista en su concurso de Licenciatura del Año 2008. En 2011, fue nominado para el premio The Age 's Sport Performer Award en la categoría Desempeño con discapacidad. En 2011, recibió un Premio al Logro Deportivo del Instituto Australiano del Deporte. Fue finalista para el premio paralímpico australiano del año 2012. En noviembre de 2013, fue nombrado Athletics Australia Male Para-Athlete of the Year. En 2014, fue incluido en la Ruta de Campeones del Centro Olímpico del Sydney Olympic Park.

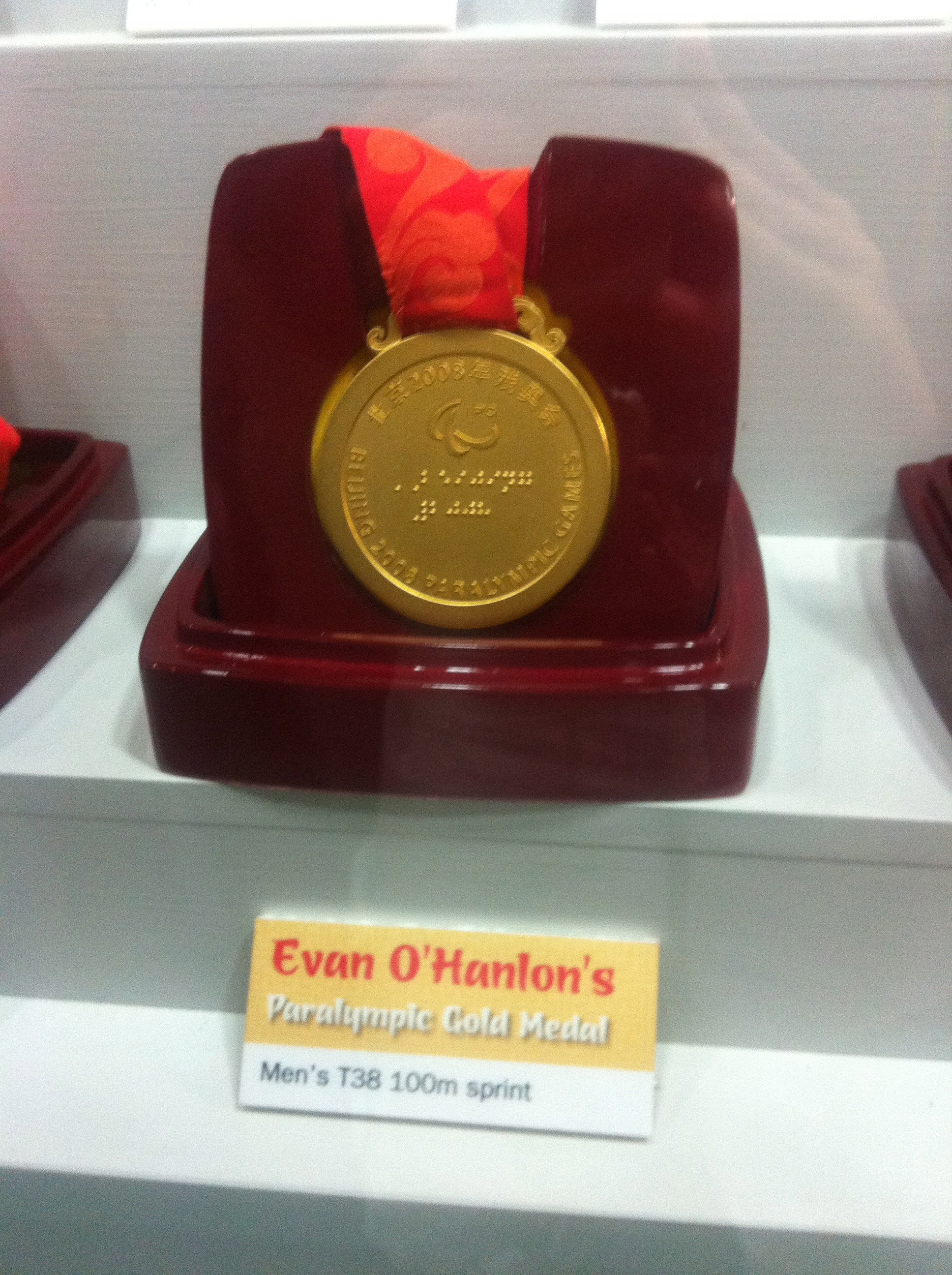
Una medalla ganada por él en los Juegos Paralímpicos de Verano 2008 en exhibición en el Instituto Australiano del Deporte
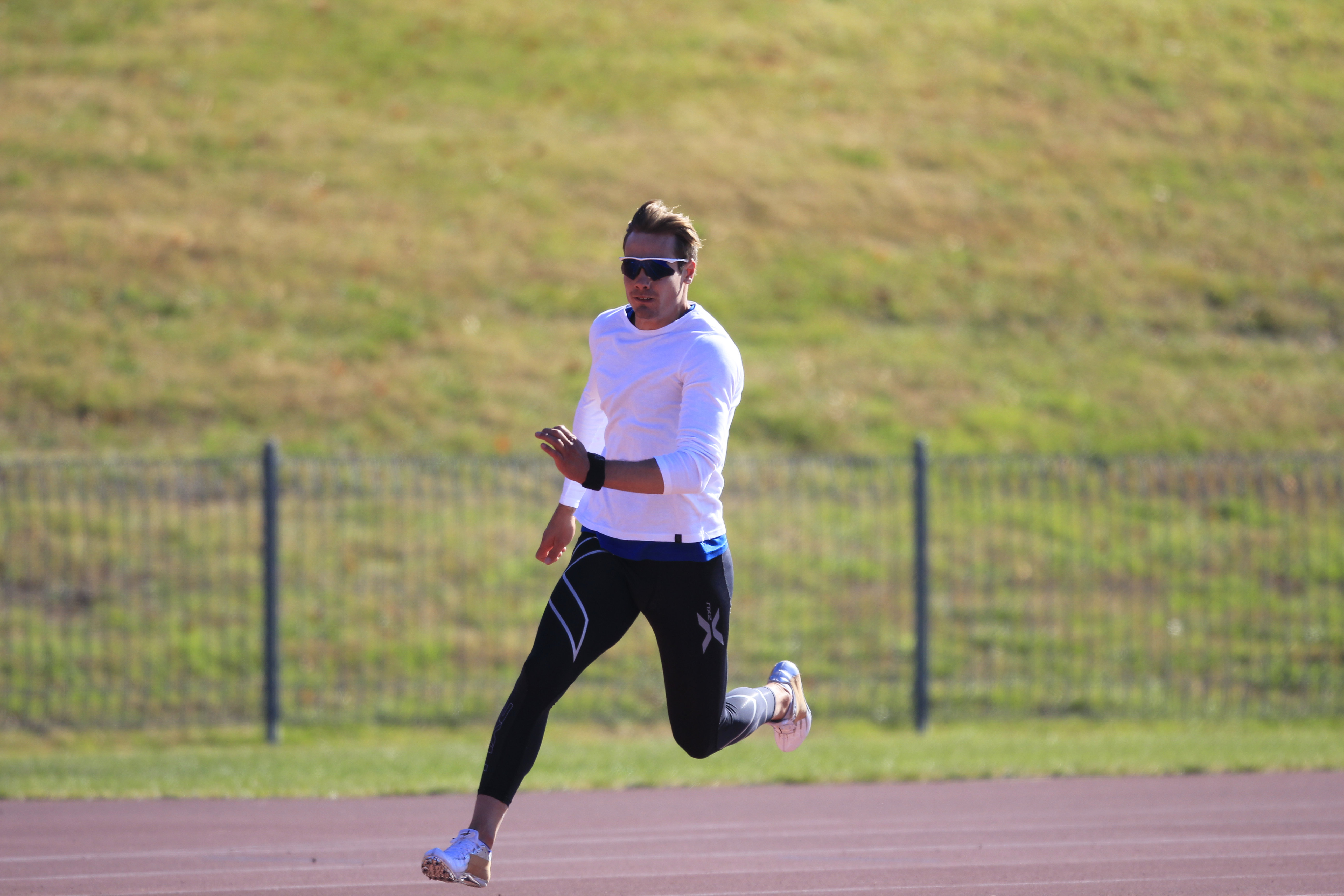
Entrenamiento en AIS en 2012
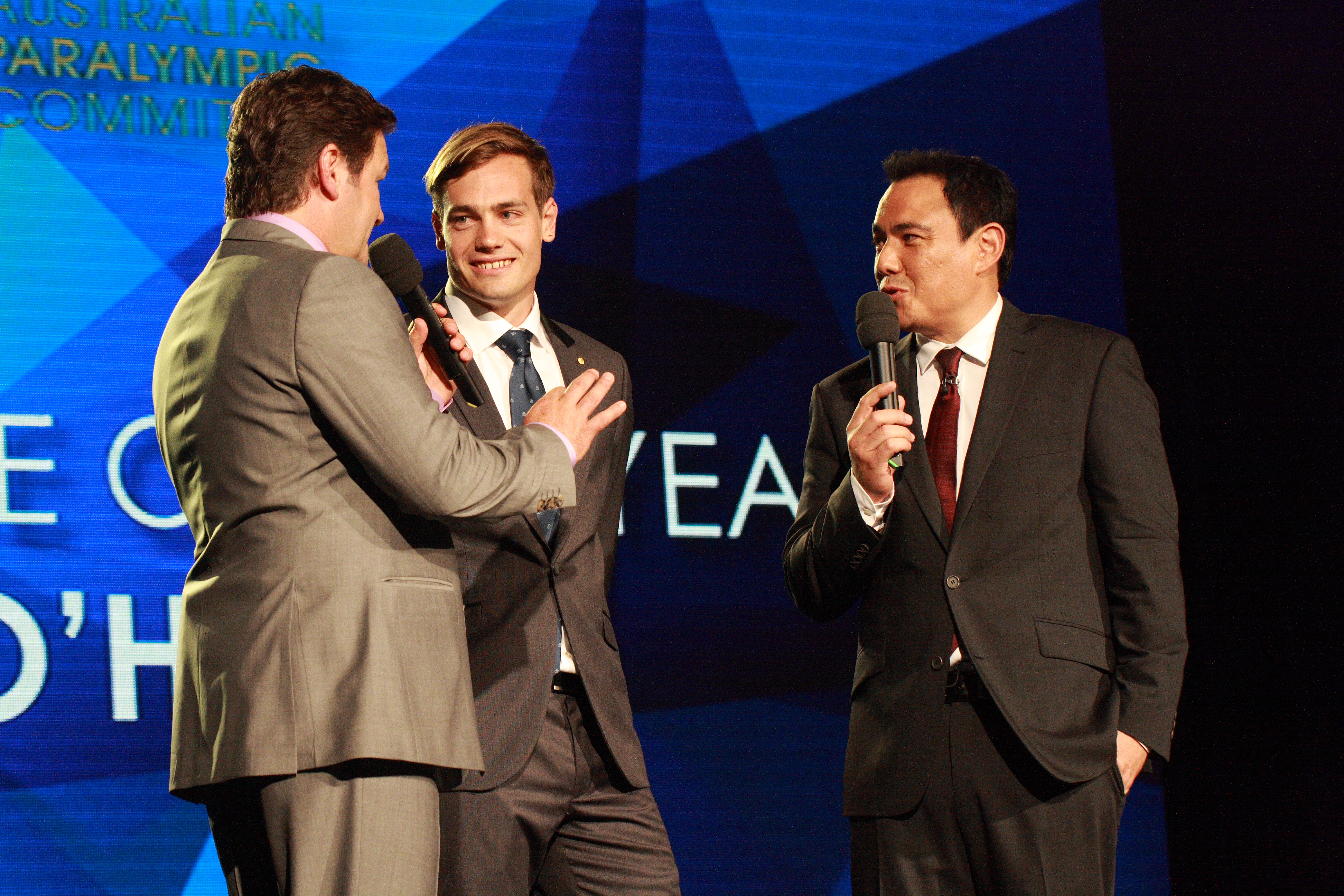
Fue entrevistado después de recibir el premio al Atleta Masculino del Año 2012 en la ceremonia del Paralímpico Australiano del Año